# Doug Naylor
Douglas R. Naylor (* 31. prosince 1955, Manchester, Anglie, Spojené království) je britský komediální autor, spisovatel, televizní producent a režisér.
Společně s Robem Grantem vytvořil scénář kultovního sci-fi seriálu Červený trpaslík. Dvojice často používala pseudonym Grant Naylor.

## Dílo
Knižní verze Červeného trpaslíka byla vydána ve čtyřech dílech:
- Červený trpaslík 1: Nekonečno vítá ohleduplné řidiče (Grant Naylor)
- Červený trpaslík 2: Lepší než život (Grant Naylor)
- Červený trpaslík 3: Poslední člověk (napsal Doug Naylor samostatně)
- Červený trpaslík 4: Pozpátku (napsal Rob Grant samostatně)